# Капленков, Иван Ефимович
Иван Ефимович Капленков (1880—1954) — матрос 1-й статьи Русского императорского флота, участник сражения крейсера «Варяг» в порту Чемульпо.

## Биография

Могила Капленкова на Братском кладбище Ростова-на-Дону.

Иван Капленков родился в 1880 году в селе Мелюковка (ныне в Наровчатском районе, Пензенская область). Рано остался сиротой, воспитывался дядей. В 1901 году Капленков был призван на службу в царский флот и направлен на крейсер «Варяг».
В ночь с 26 на 27 января 1904 года Капленков вместе с экипажем своего крейсера участвовал в сражении с японской эскадрой в корейском порту Чемульпо. После окончания сражения и затопления крейсера он вместе с оставшимися в живых моряками был принят на борт крейсера «Паскаль» французского флота. Некоторое время содержался в Порт-Саиде, однако впоследствии был отправлен в Российскую империю, где всем «варяжцам» был устроен торжественный приём. Император Николай II лично вручил Капленкову Георгиевский крест IV степени, благодарственную грамоту, именные часы и сервиз, а также назначил пожизненное денежное содержание.
Демобилизовавшись, Капленков переехал в Ростов-на-Дону, где женился, у него родились две дочери. После прихода Советской власти он работал служащим в объединении «Швейтриксоюз». В 1931—1934 годах был подвергнут административной высылке. После освобождения продолжал проживать в Ростове-на-Дону, пережил немецкую оккупацию в годы Великой Отечественной войны.
В послевоенное время Капленков многократно выступал в школах и училищах Ростова-на-Дону, встречался с писателем Александром Степановым, автором романа «Порт-Артур». Скончался 30 декабря 1954 года, похоронен на Братском кладбище Ростова-на-Дону. В 2003 году, в преддверии 100-летия с момента начала русско-японской войны, аварийный надгробный памятник был заменён на новый.

## Галерея

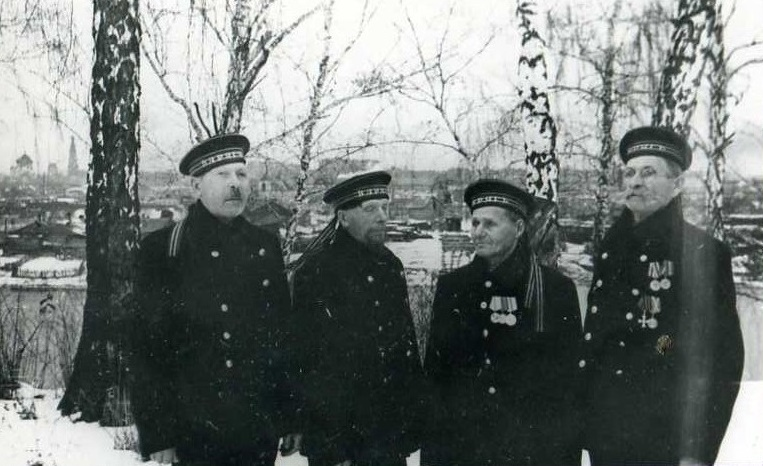
Встреча матросов с Варяга
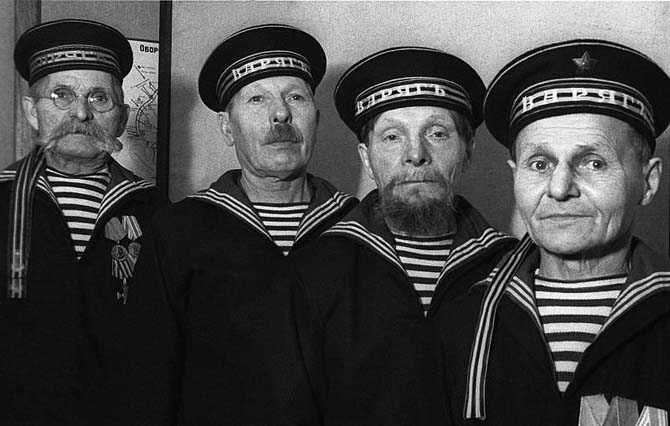
Встреча матросов с Варяга в ВПА им. Ленина